# آن ساندرز
آن ساندرز (20 يوليو 1931 - ) (بالإنجليزية: Anne Sanders)‏ هي لاعبة كريكت بريطانية.

## وصلات خارجية
- آن ساندرز على موقع إي آس بي آن كريك إنفو (الإنجليزية)